# فاطمه امینی (ورزشکار تیراندازی)
فاطمه امینی(متولد ۱۴ مهر ۱۳۷۹ در اصفهان)عضو تیم ملی تیراندازی تفنگ ایران می باشد. او در بازی‌های المپیک تابستانی ۲۰۲۴ در ماده تفنگ بادی ۱۰ متر حضور داشت و به رقابت با حریفان پرداخت.

## افتخارات
مدال برنز تفنگ بادی ۱۰ متر تیمی در مسابقات جام جهانی ۲۰۲۲ در ریو دو ژانیرو
مدال برنز تفنگ بادی ۱۰ متر تیمی در مسابقات تیراندازی قهرمانی تفنگ و تپانچه آسیا ۲۰۲۴ در جاکارتا
مدال برنز تفنگ بادی ۱۰ متر تیمی جوانان در مسابقات تیراندازی قهرمانی آسیا ۲۰۱۹در دوحه